# Les Chevaliers de Castelcorvo
Les Chevaliers de Castelcorvo (I cavalieri di Castelcorvo) est une série télévisée italienne de la Walt Disney Company qui a été produite par Stand by Me. La série a été créée le 6 novembre 2020 en Italie sur Disney+. En France, la série devrait être disponible sur Disney+ à partir du 17 novembre 2021. 

## Synopsis
C'est dans la campagne italienne, loin des sentiers battus, que se trouve le petit village de Castelcorvo. Un imposant et ancien château s'élève au-dessus de cette petite ville où la vie s'écoule lentement et où tout le monde se connaît. Est-ce pour autant un lieu miniature ? Pas du tout. Parmi les rues pavées et les petites maisons colorées, des sorcières et autres êtres magiques effrayants se cachent. Et surtout, le vieux manoir est-il vraiment inhabité ou cache-t-il des mystères et des secrets que seul un groupe de personnes courageuses peut révéler ? Castelcorvo n'est pas aussi paisible et pour le protéger, de braves chevaliers sont appelés à le défendre. Quatre enfants - Giulia, Riccardo, Betta et Matteo - devront résoudre des énigmes et affronter leurs plus grandes peurs pour grandir, vivre une grande aventure et devenir les paladins qui combattront le mal qui menace Castelcorvo.

## Fiche technique
- Titre français : Les chevaliers de Castelcorvo
- Titre original : I cavalieri di Castelcorvo
- Réalisation : Riccardo Antonaroli, Alessandro Celli
- Scriptment : Angelo Pastore, Simona Ercolani
- Scénario : Angelo Pastore, Giulio Antonio Gualtieri
- Photographie : Leone Orfeo
- Musique : Filadelfo Castro
- Scénographie : Alessia Petrangeli
- Costumier : Luigi Bonanno
- Producteur : Grazia Assenza
- Producteur délégué : Grazia Assenza
- Sociétés de production : Stand by Me
- Société  de distribution : Disney+
- Pays de production :  Italie
- Langue originale : italien
- Format : couleur  — HDTV — 16/9 — son Digital
- Genre : Comédie dramatique, Fantasy, Mystère
- Nombre d'épisodes : 15
- Durée : 20 à 25 min
- Dates de première diffusion :
  - Italie : 6 novembre 2020
  - France : 17 novembre 2021

## Distribution
- Fabio Bizarro : Riccardo
- Mario Luciani : Matteo
- Margherita Rebbeggiani : Betta
- Lucrezia Santi : Giulia
- Giada Prandi : tante Margherita
- Angela Tuccia : Stria
- Gabriele Rizzoli : Zeno
- Gabriele Scopel : Andrea
- Susanna Marcomeni : Atena
- Eleonora Siro : maman de Giulia et Riccardo
- Maximiliano Gigliucci : père de Giulia et Riccardo
- Alessandro Cannava : Aldo
- Andrea Paretti : intimidateur #1
- Mattia Spera : intimidateur #2

## Épisodes
1. La Prophétie (La profezia)
2. Le Temps des sorcières (L'Ora delle Streghe)
3. Le Jeu mystérieux (Il gioco misterioso)
4. La Clé du matin (La Chiave del Mattino)
5. Le Beau Ténébreux (Il bel tenebroso)
6. Retour à la case départ (Ricominciamo da capo)
7. Double Énigme (Doppio enigma)
8. La Clé du soir (La Chiave della Sera)
9. Dans le monde de Stria (Nel mondo della Stria)
10. Échappée à l'étranger (Fuga dall'Altrove)
11. Les Oubliés ! (Dimenticati!)
12. Des yeux de glace (Occhi di ghiaccio)
13. Sans issue (Senza via d'uscita)
14. La Grotte de la peur (La grotta della paura)
15. Le Cœur des chevaliers (Il cuore dei cavalieri)

## Diffusion  internationale
| Pays   | Chaîne  | Première diffusion | Première diffusion | Titre                         | Ref.  |
| Pays   | Chaîne  | Début              | Fin                | Titre                         | Ref.  |
| ------ | ------- | ------------------ | ------------------ | ----------------------------- | ----- |
| Italie | Disney+ | 6 novembre 2020    | 4 décembre 2020    | I cavalieri di Castelcorvo    | [ 4 ] |
| France | Disney+ | 17 novembre 2021   | 17 novembre 2021   | Les Chevaliers de Castelcorvo | [ 3 ] |